# Albert Theater
L'Albert Theater era un teatro, sulla Albertplatz di Dresda, che servì come teatro reale fino al 1913.
Oltre al Residenztheater sulla Zirkusstrasse e al Semperoper, l'ex Teatro Reale era uno dei teatri rappresentativi della vecchia Dresda.

## Storia

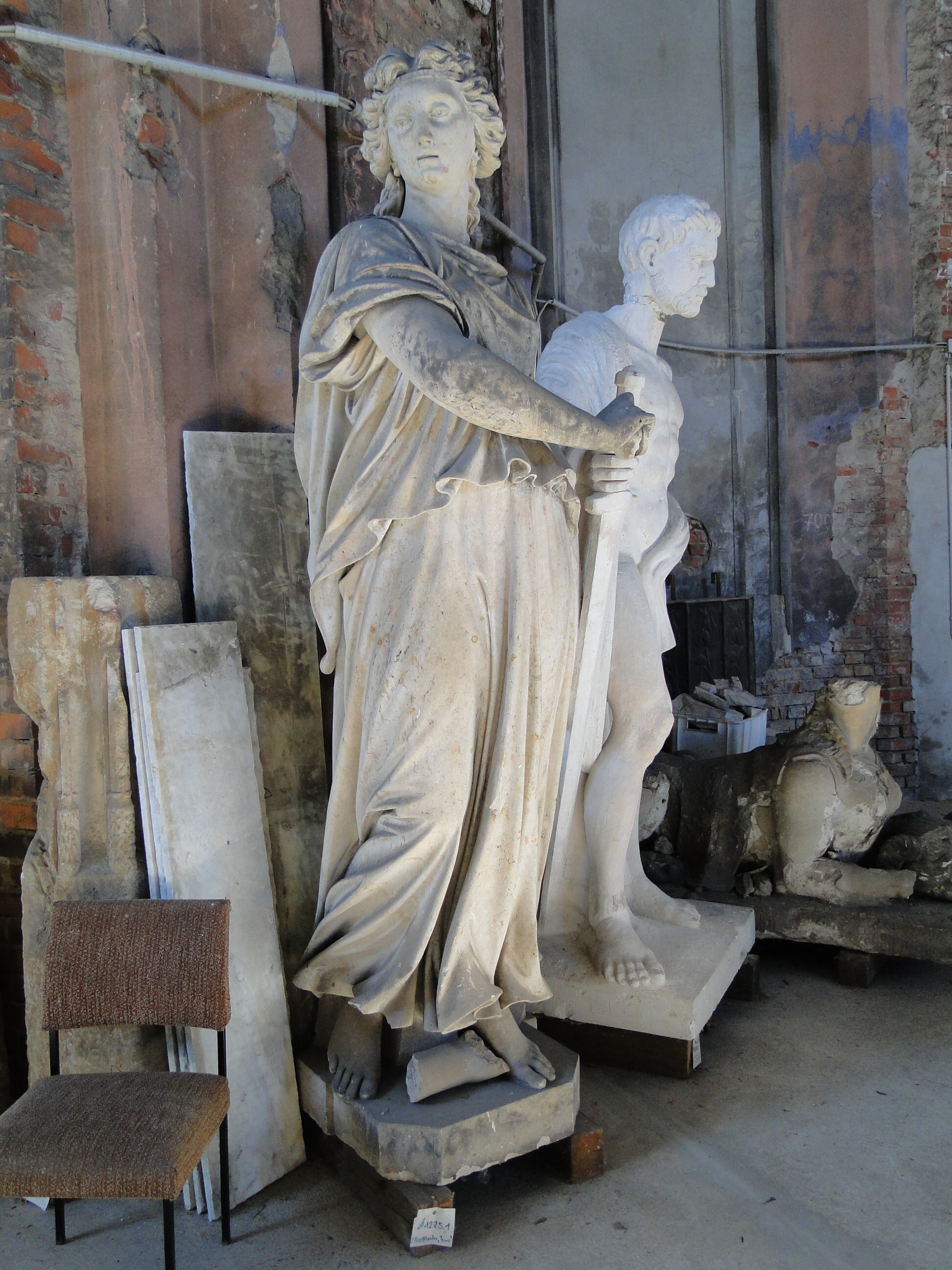
Statua conservata della facciata dell'Albert Theater

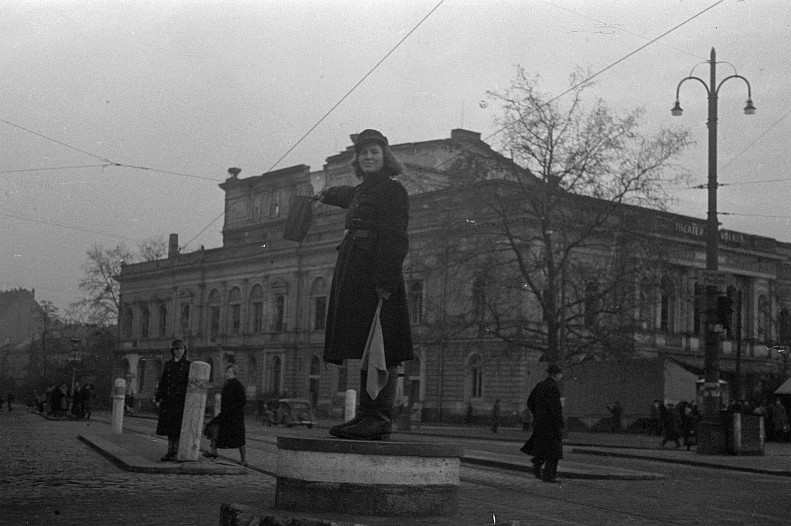
Albert Theater, 1947

L'edificio fu costruito, dal 1871 al 1873, su progetto dell'architetto Bernhard Schreiber nello stile neorinascimentale della scuola Semper-Nicolai. Il committente era una società per azioni le cui azioni erano di proprietà di cittadini della Neustadt. Il teatro prese il nome dal re sassone Alberto. Il 20 settembre 1873 fu inaugurato con Iphigenie auf Tauris di Johann Wolfgang von Goethe. Fino al 1910 il teatro fu affittato alla corte reale.
Dopo l'apertura del teatro di Dresda su Ostra-Allee, l'Albert Theater venne trasferito a una società per azioni privata. Questa lo ammodernò e ricostruì. Nel 1921 il teatro fu ribattezzato Neustädter Schauspielhaus. Il 19 ottobre 1936 fu "arianizzato" dalla città di Dresda e denominato Theater des Volkes - Städtisches Theater am Albert-Platz. Il ministro del Reich per l'illuminazione pubblica e la propaganda concessero una sostanziale "sovvenzione del Reich" e il sindaco di Dresda coordinò il programma e le nomine dei capi con il ministero del Reich.
L'Albert Theater rimase vittima del Bombardamento di Dresda, ma le pareti esterne dell'edificio rimasero ben conservate. Sebbene gli artisti del teatro fossero favorevoli alla ricostruzione, nell'autunno del 1949, l'ufficio municipale dei monumenti rimosse due targhe di bronzo dalle rovine. Fritz Löffler affermò che "il Teatro Albert è della massima importanza per la storia culturale di Dresda". Nel settembre 1950 il palcoscenico e l'auditorium furono demoliti. Il recupero delle due figure della facciata, danza e musica, dello scultore Menzel, non venne approvato dal Wermund City Planning Council. Tuttavia, entrarono nell'inventario del lapidarium nella chiesa di Sion. Dal 2016, dopo la loro ristrutturazione, si trovano nell'atrio del Kraftwerk Mitte, sede dell'Operetta di Stato di Dresda.

## L'edificio

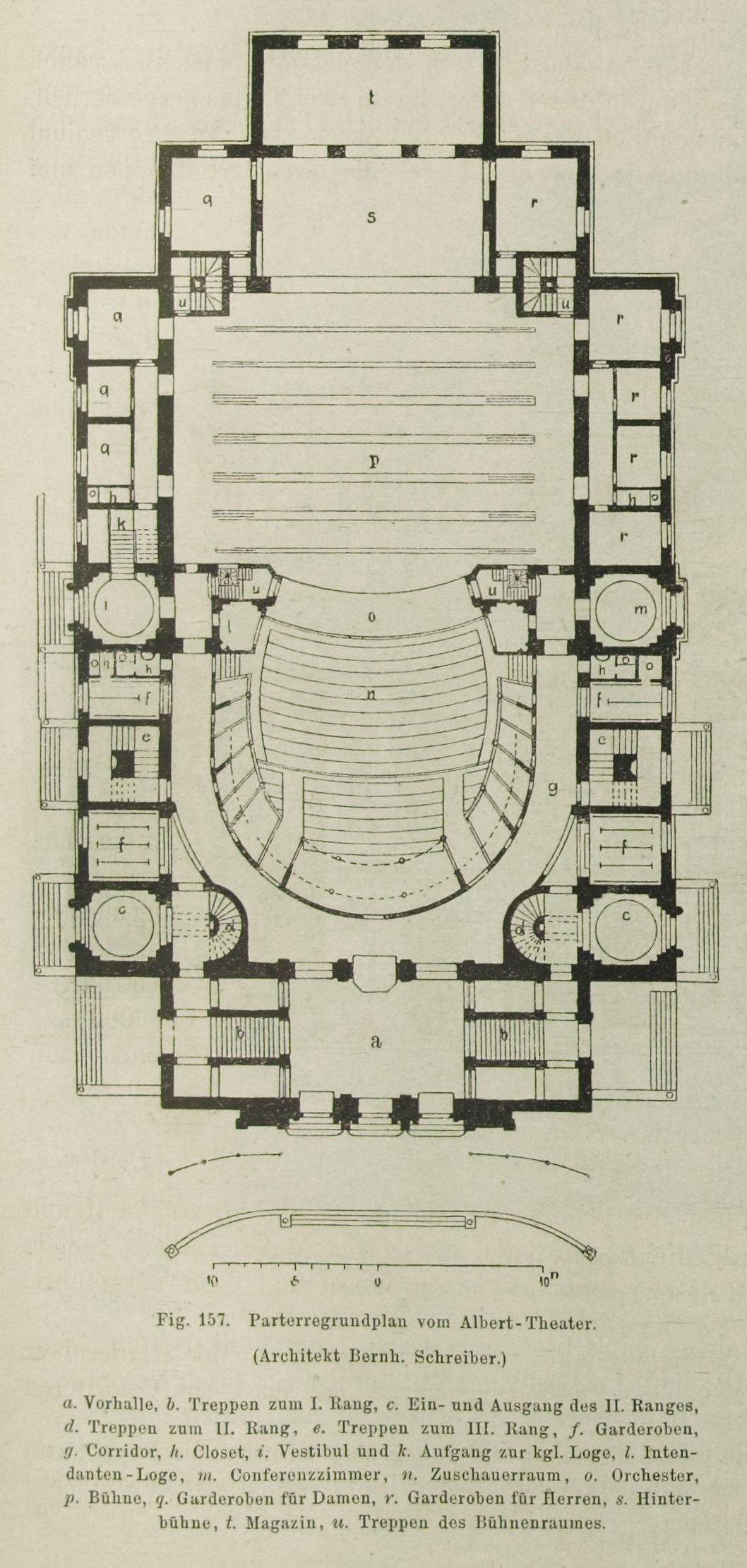
Pianta (circa 1878)

L'edificio venne costruito in stile neorinascimentale come edificio teatrale autoportante su una pianta rettangolare, utilizzando malta e arenaria, alto come una casa a due piani, mentre la zona del palcoscenico era a tre piani. Aveva un frontone triangolare all'ingresso principale. L'edificio aveva una capacità di 1500 posti a sedere.
La parte dell'edificio a due piani era chiaramente strutturata da cornici, con la facciata al piano terra di forma cuboide. La facciata al piano superiore era liscia e mostrava un ordine di lesene e colonne.
La facciata principale, sul lato stretto dell'edificio, aveva una proiezione centrale a cinque assi. Questa era suddivisa a livello mediano a piano terra da un portale a tre assi con archi a tutto sesto e a livello del piano superiore da un vestibolo a tre file, che era fiancheggiato su entrambi i lati da nicchie ad arco a tutto sesto con figure di danza e musica dello scultore Menzel. La facciata principale, con portale, terminava con un fregio a rilievo di Robert Henze, sgraffiti di Anton Dietrich e gioielli figurativi di Menzel. La facciata laterale era ornata da una risalite a nove assi con portici, lesene ed edicole.

## Il programma e le operazioni teatrali

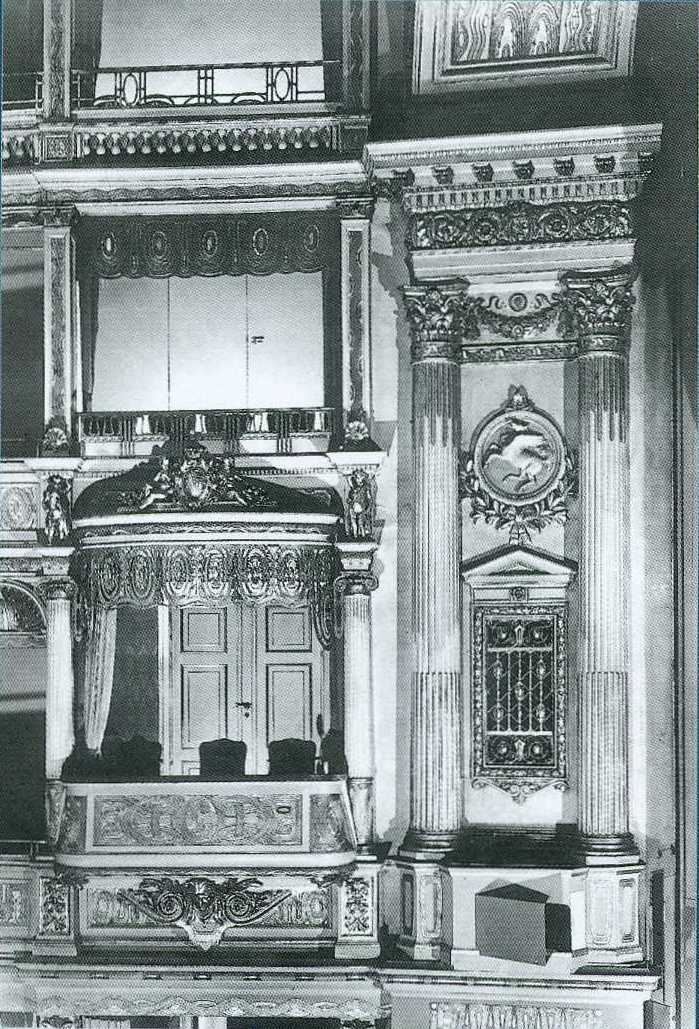
Auditorium del Teatro Albert intorno al 1905

Durante il periodo nel quale funse da teatro di corte, l'Albert Theater ospitava principalmente drammi borghesi e piccole opere. Divenuto teatro indipendente, l'Albert Theater assunse la funzione di "essere un supplemento al teatro di corte dalla parte del popolare e del moderno" dal 1913 in poi. Quando riaprì nel 1913, oltre ai classici, il programma prevedeva principalmente commedie, pezzi da salotto, ma anche pezzi realistici contemporanei di George Bernard Shaw e Gerhart Hauptmann, tra gli altri.
Adolf Edgar Licho diresse l'Albert Theater dal 1914 al 1918. Durante questo periodo riuscì a definire il repertorio del teatro, nonché brani classici e soprattutto moderni, con spettacoli di Anton Wildgans, Frank Wedekind, Henrik Ibsen e August Strindberg. Licho aprì anche la strada al dramma espressionista. Appena otto giorni dopo la prima mondiale dell'opera di Walter Hasenclever, Der Sohn, il dramma venne rappresentato con Ernst Deutsch nel ruolo principale in un evento non pubblico all'Albert Theater. Nel 1917 Oskar Kokoschka eseguì da solo i suoi atti unici Il roveto ardente, Giobbe e Assassino, speranza delle donne all'Albert Theater. Fritz Kortner, Heinrich George e Olga Limburg vi recitarono ai tempi della direzione di Licho.
Dopo un periodo di instabilità, durante il quale, tra le altre cose, se ne andarono gli attori che successivamente fondarono la Komödienhaus in Reitbahnstraße, Hermine Körner assunse la gestione dell'Albert Theater, che dal 1921 divenne "Neustädter Schauspielhaus". Nel 1923 fu assunto come direttore Hugo Wolfgang Philipp, che entrò anche lui nella direzione dal 1927 e fu licenziato come ebreo nel 1933. L'Albert Theater da allora rappresentò principalmente pezzi classici. Inoltre, furono inclusi nel programma drammi moderni, compresi quelli di Ernst Barlach e la prima a Dresda de L'opera da tre soldi di Bertolt Brecht nel 1929.
Mentre pezzi controversi come il Cyankali, di Friedrich Wolf, venivano rappresentati prima del 1933, dal 1935 sorse il problema che il teatro dell'operetta di Dresda, il Residenztheater, venne chiuso a causa di difetti strutturali e che l'Albert Theater prese il suo posto, nel 1936, come "Teatro del popolo”. Max Eckhardt assunse la direzione e Georg Wörtge divenne uno dei due direttori. L'Albert Theater rappresentò il dramma nazista, tra gli altri di Dietrich Eckart e August Hinrichs. Una caratteristica speciale fu la prima tedesca, nel 1938, del Singspiel Rosalind, basato su Shakespeare, del compositore Florence Wickham. Le commedie furono sempre più rappresentate sotto la regia di Max Eckhardt, ma nel programma furono incluse anche le operette, comprese quelle di Nico Dostal e Franz von Suppè. Lo staff dell'operetta includeva Fee von Reichlin. Le prime dell'operetta all'Albert Theater furono, ad esempio, Traumland di Eduard Künneke e Die Perle von Tokay di Fred Raymond nel 1941.
Sotto la direzione di Curt Hampes, dal 1941, oltre al dramma e all'operetta, fu inclusa nel programma anche l'opera popolare, quindi negli anni successivi ci furono spettacoli di Rigoletto e Der Freischütz. Il 31 agosto 1944, l'Albert Theater dovette interrompere le sue rappresentazioni per ordine dello Stato, ma non fu mai riaperto a causa della sua distruzione nel febbraio del 1945.

## Attori e artisti famosi che hanno lavorato all'Albert Theater (selezione)
- Sarah Bernhardt
- Felix Bressart
- Lil Dagover
- Ernst Deutsch
- Eleonora Duse
- Heinrich George
- Lucie Höflich
- Josef Kainz
- Hermine Körner
- Fritz Kortner
- Alessandro Moissi
- Adele Sandrock